# Franco Franchi (ciclista)
Franco Franchi (Poggio Morello, 1º settembre 1923 – Alba Adriatica, 29 ottobre 2018) è stato un ciclista su strada italiano.
Professionista dal 1949 al 1956, vinse una tappa al Giro d'Italia 1950.
Dal decesso di Vito Ortelli, avvenuto nel febbraio 2017, fino alla sua morte, è stato il più anziano vincitore di tappa al Giro ancora vivente.

## Carriera
Corse tutta la carriera come gregario, terminando sei Giri d'Italia e due Tour de France. La sua vittoria più importante fu la quinta tappa (Genova-Torino) del Giro d'Italia del 1950.
Appartenne a una famiglia di ciclisti: il fratello maggiore, Bertino, fu professionista tra il 1945 e il 1948; il nipote Antonio Franchi è stato professionista dal 1961 al 1965. 

## Palmarès
- 1950 (Taurea, due vittorie)

Classifica generale Gran Premio Massaua-Fossati
5ª tappa Giro d'Italia (Genova > Torino)
- 1954 (Bottecchia, una vittoria)

Giro Ciclistico del Cigno

## Piazzamenti

### Grandi giri
- Giro d'Italia

1949: 15º
1950: 22º
1951: 36º
1952: 49º
1953: 37º
1954: 23º
- Tour de France

1951: 29º
1952: 27º

### Classiche monumento
- Milano-Sanremo

1950: 13º
1951: 120º
1952: 37º
1953: 58º
1954: 13º
- Parigi-Roubaix

1951: 39º
- Liegi-Bastogne-Liegi

1951: 23º
- Giro di Lombardia

1951: 60º
1952: 57º
1954: 31º